# Helcogramma fuscipectoris
Helcogramma fuscipectoris är en fiskart som först beskrevs av Fowler, 1946.  Helcogramma fuscipectoris ingår i släktet Helcogramma och familjen Tripterygiidae. Inga underarter finns listade i Catalogue of Life.